# Liste des réserves de biosphère au Canada
Le Canada possède 19 réserves de biosphère reconnues par l'Unesco dans le cadre du programme sur l'homme et la biosphère.  
Au Canada, elles couvrent une surface totale d'environ 235 000 km2 pour une population d'environ 2,3  millions habitants, dont une cinquantaine de communautés autochtones.  
Les réserves de biosphères sont fédérées au sein de l'Association canadienne des réserves de la biosphère (ACRB).

## Liste
| #  | Réserve de biosphère                             | Province ou territoire    | Année de reconnaissance | Surface totale (ha) | Illustration |
| -- | ------------------------------------------------ | ------------------------- | ----------------------- | ------------------- | ------------ |
| 1  | Réserve de biosphère du mont Saint-Hilaire       | Québec                    | 1978                    | 1 100               |              |
| 2  | Réserve de biosphère de Waterton                 | Alberta                   | 1979                    | 66 761              |              |
| 3  | Réserve de biosphère de Pointe Long              | Ontario                   | 1986                    | 40 600              |              |
| 4  | Réserve de biosphère du Mont-Riding              | Manitoba                  | 1986                    | 1 331 000           |              |
| 5  | Réserve de la biosphère de Charlevoix            | Québec                    | 1988                    | 1 290 000           |              |
| 6  | Réserve de biosphère de l'Escarpement du Niagara | Ontario                   | 1990                    | 194 555             |              |
| 7  | Réserve de biosphère du Lac Redberry             | Saskatchewan              | 2000                    | 112 200             |              |
| 8  | Réserve de la biosphère du Lac-Saint-Pierre      | Québec                    | 2000                    | 650 490             |              |
| 9  | Réserve de biosphère de Clayoquot Sound          | Colombie-Britannique      | 2000                    | 349 947             |              |
| 10 | Réserve de biosphère du Mont Arrowsmith          | Colombie-Britannique      | 2000                    | 118 592             |              |
| 11 | Réserve de biosphère de Southwest Nova           | Nouvelle-Écosse           | 2001                    | 1 546 374           |              |
| 12 | Réserve de biosphère de l'Arche de Frontenac     | Ontario                   | 2002                    | 220 973             |              |
| 13 | Réserve de biosphère de la Baie Georgienne       | Ontario                   | 2004                    | 347 270             |              |
| 14 | Réserve de la biosphère de Manicouagan-Uapishka  | Québec                    | 2007                    | 5 480 000           |              |
| 15 | Réserve de biosphère de Fundy                    | Nouveau-Brunswick         | 2007                    | 432 310             |              |
| 16 | Réserve de biosphère du Lac Bras d'Or            | Nouvelle-Écosse           | 2011                    | 356 788             |              |
| 17 | Réserve de biosphère de Beaver Hills             | Alberta                   | 2016                    | 159 560             |              |
| 18 | Réserve de biosphère Tsá Tué                     | Territoires du Nord-Ouest | 2016                    | 9 331 300           |              |
| 19 | Réserve de biosphère de l’Átl’ka7tsem/baie Howe  | Colombie-Britannique      | 2021                    | 218 723             |              |